# Carsan
Carsan (okzitanisch: Carçan) ist eine französische Gemeinde mit 790 Einwohnern (Stand: 1. Januar 2022) im Département Gard in der Region Okzitanien (vor 2016: Languedoc-Roussillon); sie gehört zum Arrondissement Nîmes und zum Kanton Pont-Saint-Esprit. Die Einwohner werden Carsanois genannt.

## Geografie
Carsan liegt etwa 49 Kilometer nordnordöstlich von Nîmes und etwa 20 Kilometer nordwestlich von Orange. Umgeben wird Carsan von den Nachbargemeinden Saint-Paulet-de-Caisson im Norden, Pont-Saint-Esprit im Nordosten, Saint-Alexandre im Osten, Saint-Gervais im Süden sowie Saint-Michel-d’Euzet im Westen und Südwesten.

## Bevölkerungsentwicklung
| Jahr                       | 1962 | 1968 | 1975 | 1982 | 1990 | 1999 | 2006 | 2017 |
| Einwohner                  | 201  | 202  | 223  | 389  | 509  | 631  | 621  | 685  |
| Quellen: Cassini und INSEE |      |      |      |      |      |      |      |      |

## Sehenswürdigkeiten
- Kirche Notre-Dame, Monument historique

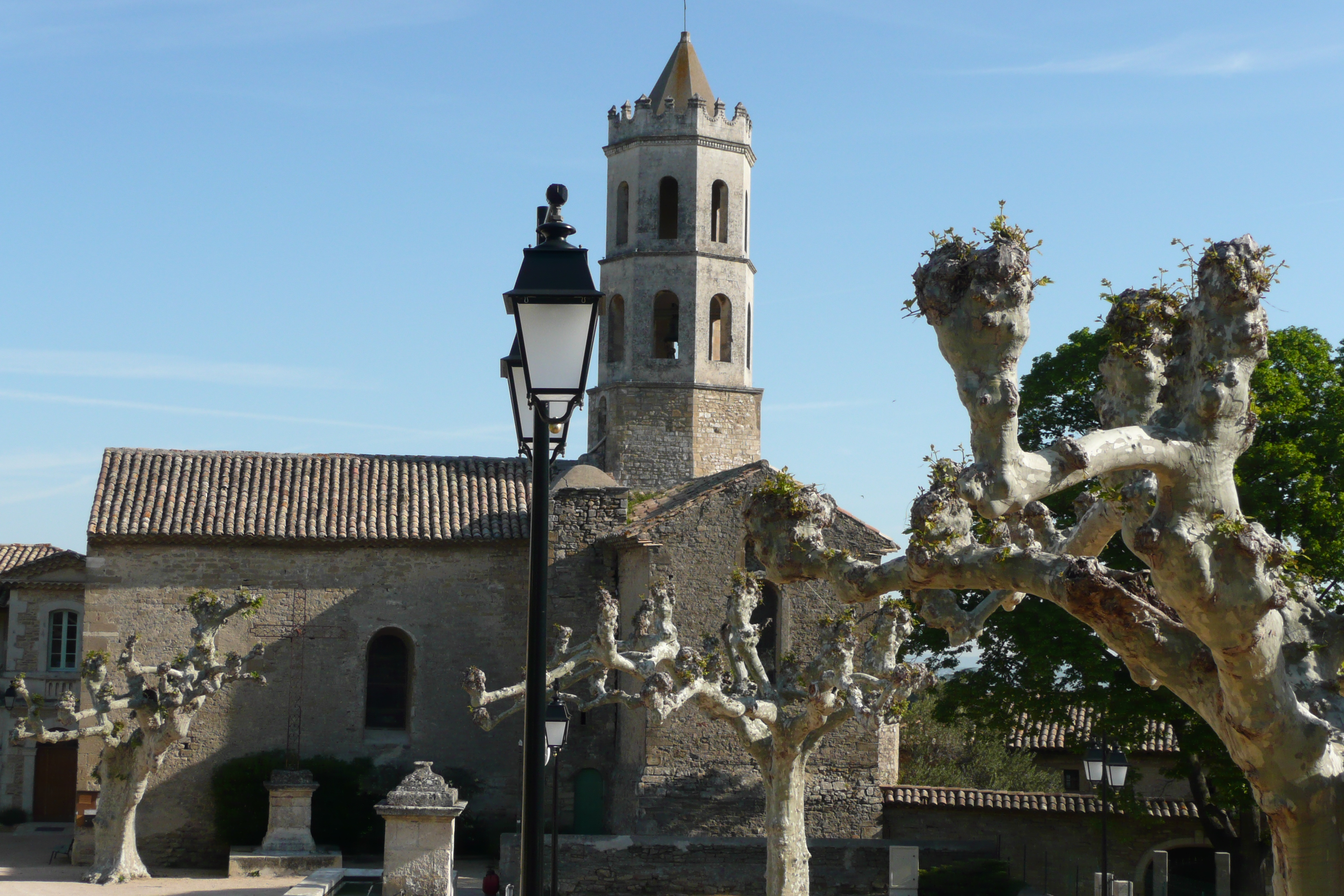
Kirche Notre-Dame